# جنا اوهه
جنا اوهه (انگلیسی: Jenna O'Hea؛ زادهٔ ۶ ژوئن ۱۹۸۷) بازیکن بسکتبال اهل استرالیا است.
وی در مسابقات کشوری و بین‌المللی در مجموع برندهٔ ۱ مدال طلا، ۱ مدال نقره، ۲ مدال برنز شده‌است.